# Championnat d'Uruguay de football 1977
Navigation
Saison précédente Saison suivante
La saison 1977 du Championnat d'Uruguay de football est la soixante-quinzième édition du championnat de première division en Uruguay. Les douze meilleurs clubs du pays sont regroupés au sein d'une poule unique, la Primera División, où ils s'affrontent deux fois au cours de la saison, à domicile et à l'extérieur. En fin de saison, un classement cumulé des deux dernières saisons détermine le club relégué en deuxième division.
C'est le Club Nacional de Football qui est sacré champion d'Uruguay cette saison après avoir terminé en tête du classement final, avec un seul point d’avance sur Peñarol et six sur le tenant du titre, Defensor Sporting Club. C'est le 32e titre de champion d'Uruguay de l’histoire du club.

## Qualifications continentales
Les deux premiers de la Liguilla pré-Libertadores obtiennent leur billet pour la prochaine Copa Libertadores.

## Les clubs participants
| - CA Peñarol - Defensor Sporting Club - Club Nacional de Football - Club Atlético Bella Vista - Promu de D2 - Huracán Buceo - Liverpool FC | - Danubio FC - CA Cerro - CA Rentistas - CA River Plate - Montevideo Wanderers - Institución Atlética Sud América |

## Compétition

### Classement
Le barème utilisé pour établir le classement est le suivant :
- Victoire : 2 points
- Match nul : 1 point
- Défaite : 0 point

| Rang | Équipe                           | Pts | J  | G  | N  | P  | Bp | Bc | Diff |
| ---- | -------------------------------- | --- | -- | -- | -- | -- | -- | -- | ---- |
| 1    | Club Nacional de Football        | 36  | 22 | 16 | 4  | 2  | 54 | 19 | +35  |
| 2    | CA Peñarol                       | 35  | 22 | 14 | 7  | 1  | 47 | 19 | +28  |
| 3    | Defensor Sporting ClubT          | 30  | 22 | 11 | 8  | 3  | 31 | 19 | +12  |
| 4    | Danubio FC                       | 25  | 22 | 8  | 9  | 5  | 28 | 22 | +6   |
| 5    | CA Rentistas                     | 21  | 22 | 6  | 9  | 7  | 26 | 27 | -1   |
| 6    | CA Bella VistaP                  | 20  | 22 | 5  | 10 | 7  | 27 | 27 | 0    |
| 7    | Montevideo Wanderers             | 20  | 22 | 6  | 8  | 8  | 24 | 30 | -6   |
| 8    | Liverpool FC                     | 19  | 22 | 5  | 9  | 8  | 21 | 27 | -6   |
| 9    | Institución Atlética Sud América | 17  | 22 | 6  | 5  | 11 | 19 | 32 | -13  |
| 10   | CA Cerro                         | 15  | 22 | 5  | 5  | 12 | 23 | 40 | -17  |
| 11   | River Plate                      | 14  | 22 | 5  | 4  | 13 | 17 | 34 | -17  |
| 12   | Huracán Buceo                    | 12  | 22 | 2  | 8  | 12 | 18 | 39 | -21  |

|  | Club champion d’Uruguay 1977 et qualifié pour la Liguilla pré-Libertadores |
|  | Qualification pour la Liguilla pré-Libertadores                            |
|  | Relégation directe en deuxième division                                    |
|  | T : Tenant du titre P : Promu de D2                                        |

- River Plate est relégué car c'est la formation avec la plus faible moyenne de points sur les deux dernières saisons.

### Liguilla pré-Libertadores
Les six clubs qualifiés pour la Liguilla s’affrontent une nouvelle fois pour déterminer les deux clubs qualifiés pour la Copa Libertadores 1978. Si le champion ne termine pas parmi les deux premiers, il obtient le droit d'affronter le second de la Liguilla pour connaître la deuxième formation qualifiée.
| Rang | Équipe                     | Pts | J | G | N | P | Bp | Bc | Diff |  | Résultats (▼ dom., ► ext.) | Peñ | Dan | Wan | Nac | Liv | Def |
| ---- | -------------------------- | --- | - | - | - | - | -- | -- | ---- |  | -------------------------- | --- | --- | --- | --- | --- | --- |
| 1    | CA Peñarol                 | 9   | 5 | 4 | 1 | 0 | 9  | 1  | +8   |  | CA Peñarol                 |     | 1-1 | 3-0 | 1-0 | 2-0 | 2-0 |
| 2    | Danubio FC                 | 7   | 5 | 2 | 3 | 0 | 4  | 2  | +2   |  | Danubio FC                 |     |     | 0-0 | 2-1 | 1-0 | 0-0 |
| 3    | Montevideo Wanderers       | 6   | 5 | 2 | 2 | 1 | 4  | 5  | -1   |  | Montevideo Wanderers       |     |     |     | 1-1 | 2-1 | 1-0 |
| 4    | Club Nacional de FootballT | 4   | 5 | 1 | 2 | 2 | 4  | 5  | -1   |  | Club Nacional de FootballT |     |     |     |     | 2-1 | 0-0 |
| 5    | Liverpool FC               | 2   | 5 | 1 | 0 | 4 | 4  | 7  | -3   |  | Liverpool FC               |     |     |     |     |     | 2-0 |
| 6    | Defensor Sporting Club     | 2   | 5 | 0 | 2 | 3 | 0  | 5  | -5   |  | Defensor Sporting Club     |     |     |     |     |     |     |

Barrage pour la deuxième place :

|  | Danubio Fútbol Club | 1 - 0 | Club Nacional de Football |  |  |
|  |                     |       |                           |  |  |

## Bilan de la saison
| Championnat d'Uruguay de football 1977 |                                       |
| Champion                               | Club Nacional de Football (32e titre) |
| Qualifications continentales           |                                       |
| Copa Libertadores 1978                 | Club Atlético Peñarol                 |
| Copa Libertadores 1978                 | Danubio FC                            |
| Promotions et relégations              |                                       |
| Promus en Primera División             | Centro Atlético Fénix                 |
| Relégués en Primera B                  | CA River Plate                        |